# Њупорт (Тенеси)
Њупорт (енгл. Newport) град је у америчкој савезној држави Тенеси.

## Демографија
По попису из 2010. године број становника је 6.945, што је 297 (-4,1%) становника мање него 2000. године.
| Група             | 2000.         | 2010.         |
| Белци             | 6.608 (91,2%) | 6.295 (90,6%) |
| Афроамериканци    | 388 (5,4%)    | 324 (4,7%)    |
| Азијати           | 17 (0,2%)     | 15 (0,2%)     |
| Хиспаноамериканци | 95 (1,3%)     | 156 (2,2%)    |
| Укупно            | 7.242         | 6.945         |